# Prix littéraires du Gouverneur général 2000
Liste des Prix littéraires du Gouverneur général pour 2000, chacun suivi des finalistes.

## Français

### Prix du Gouverneur général: romans et nouvelles de langue française
- Jean-Marc Dalpé, Un vent se lève qui éparpille
- Christiane Duchesne, L'Homme des silences
- Roger Magini, Styx
- Pierre Samson, Il était une fois une ville
- Alison Lee Strayer, Jardin et Prairie

### Prix du Gouverneur général: poésie de langue française
- Normand de Bellefeuille, La Marche de l'aveugle sans son chien
- Martine Audet, Orbites
- Joël Des Rosiers, Vétiver
- Madeleine Gagnon, Rêve de pierre
- Claude Paré, Exécuté en chambre

### Prix du Gouverneur général: théâtre de langue française
- Wajdi Mouawad, Littoral
- Geneviève Billette, Crime contre l'humanité
- Serge Boucher, 24 Poses
- Jasmine Dubé, L'Arche de Noémie
- Lise Vaillancourt, Le Petit Dragon, et La Balade de Fannie et Carcassonne

### Prix du Gouverneur général: études et essais de langue française
- Gérard Bouchard, Genèse des nations et cultures du Nouveau Monde
- Brian T. Fitch, À l'ombre de la littérature
- Olga Hazan, Le Mythe du progrès artistique
- Yves Lavertu, Jean-Charles Harvey
- Robert Major, Convoyages

### Prix du Gouverneur général: littérature jeunesse de langue française - texte
- Charlotte Gingras, Un été de Jade
- Guy Dessureault, L'Homme au chat
- François Gravel, L'Été de la moustache
- Gilles Tibo, La Planète du petit géant
- Hélène Vachon, Le Délire de Somerset

### Prix du Gouverneur général: littérature jeunesse de langue française - illustration
- Anne Villeneuve, L'Écharpe rouge
- Marie-Louise Gay, Sur mon île
- Pascale Constantin, Gloups!, Bébé-vampire
- Geneviève Côté, La Grande Aventure d'un petit mouton noir
- Gérard DuBois, Riquet à la Houppe

### Prix du Gouverneur général: traduction de l'anglais vers le français
- Lori Saint-Martin et Paul Gagné, Un parfum de cèdre
- Jude Des Chênes, L'Honneur du guerrier
- Dominique Issenhuth, Amants

## Anglais

### Prix du Gouverneur général: romans et nouvelles de langue anglaise
- Michael Ondaatje, Anil's Ghost
- Margaret Atwood, The Blind Assassin
- Austin Clarke, The Question
- David Adams Richards, Mercy Among the Children
- Eden Robinson, Monkey Beach

### Prix du Gouverneur général: poésie de langue anglaise
- Don McKay, Another Gravity
- George Bowering, His Life
- A.F. Moritz, Rest on the Flight into Egypt
- John Pass, Water Stair
- Patricia Young, Ruin and Beauty

### Prix du Gouverneur général: théâtre de langue anglaise
- Timothy Findley, Elizabeth Rex
- George Boyd, Consecrated Ground
- Linda Griffiths, Alien Creature
- Daniel MacIvor et Daniel Brooks, Monster
- Jason Sherman, It's All True

### Prix du Gouverneur général: études et essais de langue anglaise
- Nega Mezlekia, Notes from the Hyena's Belly
- Robert Bringhurst, A Story as Sharp as a Knife
- Trevor Herriot, River in a Dry Land
- A. B. McKillop, The Spinster and the Prophet

### Prix du Gouverneur général: littérature jeunesse de langue anglaise - texte
- Deborah Ellis, Looking for X
- Martha Brooks, Being with Henry
- Sharon E. McKay, Charlie Wilcox
- Sheldon Oberman, The Shaman's Nephew
- Duncan Thornton, Kalifax

### Prix du Gouverneur général: littérature jeunesse de langue anglaise - illustration
- Marie-Louise Gay, Yuck, A Love Story
- Nelly et Ernst Hofer, The Snow Queen
- Marthe Jocelyn, Hannah's Collections
- Regolo Ricci, The Market Wedding
- Cybèle Young, Pa's Harvest

### Prix du Gouverneur général: traduction du français vers l'anglais
- Robert Majzels, Just Fine
- Sheila Fischman, Terra Firma
- Linda Gaboriau, Down Dangerous Passes Road
- Bobby Theodore, 15 Seconds